# Tatsuomi Koishi
Tatsuomi Koishi (japanisch 小石 龍臣 Koishi Tatsuomi; * 22. August 1977 in der Präfektur Saga) ist ein ehemaliger japanischer Fußballspieler.

## Karriere
Koishi erlernte das Fußballspielen in der Schulmannschaft der Higashi Fukuoka High School und der Universitätsmannschaft der Risshō-Universität. Seinen ersten Vertrag unterschrieb er 2000 bei den Sagan Tosu. Der Verein spielte in der zweithöchsten Liga des Landes, der J2 League. Für den Verein absolvierte er 141 Spiele. 2006 wechselte er zum Drittligisten ALO's Hokuriku. Ende 2006 beendete er seine Karriere als Fußballspieler.